# Землетрясение (фильм, 2010)
«Землетрясение» (кит. 唐山大地震, англ. Aftershock) — кинофильм режиссёра Фэн Сяогана, вышедший на экраны в 2010 году.
С июня 2011 года фильм лицензионно издаётся на DVD компанией Мистерия звука.

## Сюжет
Фильм рассказывает о судьбе Ли Юаньни и её семьи на протяжении нескольких десятилетий. В 1976 году во время Таншаньского землетрясения она теряет мужа Фан Дацяна, погибшего под завалом и оказывается перед выбором — спасти только кого-то одного из своих детей, мальчика Фан Да или старшую девочку Фан Дэн. Мать выбирает Да, который после извлечения из-под обломков теряет руку. Однако Фан Дэн чудом остаётся жива и попадает в приёмную семью офицера Народно-освободительной армии Китая (НОАК), участвовавшего в спасательных работах.

## В ролях
- Сюй Фань — Ли Юаньни
- Чжан Цзинчу — Фан Дэн
- Ли Чэнь — Фан Да
- Лу И — Ян Чжи
- Чжан Гоцян — Фан Дацян
- Чэнь Даомин — Фан Дэцин, приёмный отец Фан Дэн
- Чэнь Цзинь — Дун Гуйлань, приёмная мать Фан Дэн

## Награды и номинации
- 2010 — две премии Asia Pacific Screen Awards: за лучший фильм и за лучшую мужскую роль (Чэнь Даомин); а также 4 номинации: за лучшую режиссуру (Фэн Сяоган), лучший сценарий (У Сы), лучшую женскую роль (Сюй Фань), лучшую операторскую работу (Люй Юэ).
- 2010 — номинация на премию «Золотая лошадь» за лучшие визуальные эффекты (Фил Джонс).
- 2011 — три премии Asian Film Awards: самый прибыльный режиссёр (Фэн Сяоган), лучшая актриса (Сюй Фань), лучшие визуальные эффекты (Фил Джонс); а также две номинации: лучший фильм и лучший режиссёр (Фэн Сяоган).
- 2011 — номинация на премию Hong Kong Film Award за лучший азиатский фильм.
- 2011 — фильм был выдвинут от Китая на премию «Оскар», однако не попал в финальный шорт-лист.